# Албанска носия
Албанските народни носии включват повече от 200 различни варианта на облекло, които традиционно се носят в цяла Албания, на албаноезични територии и албански субетнически групи (например арбери в Италия, арванити в Гърция, абанаси в Хърватия). Традиционните носии могат да варират в зависимост от региона на пребиваване, социалния произход, възрастта и религията.
Народните носии са широко разпространени в ежедневието на албанците до 50-те години на 20 век. Постепенно, особено сред младото поколение, те биват заменени от дрехи в западен стил. В днешно време обаче някои възрастни албанци продължават да носят традиционните дрехи в своето ежедневие. Тези дрехи се носят и от различни фолклорни групи, обикновените албанци могат да носят традиционни дрехи на специални празници.
Албанската народна носия се променя с времето. Разработени са няколко от регионалните ѝ разновидност. Външните културни фактори, засегнати по-специално ислямизацията и османската ера, оказват голямо влияние върху носията. След придобиването на независимост, в Албания влиянието на западната мода започва да дава сериозни отражения върху традиционното облекло.

## Женска носия
В планинската част на Албания жените носят дълга рокля от ленена риза, бродирана с рамка. Тази престилка се носи с две престилки или една малка, украсена с бродерия. Късите якета на жените са украсени със златни шнурове, апликация и ресни. Гардеробът на жените също включва камбанообразни поли. В района на Шкодра жените завързват полупрозрачните си ризи до раменете с червени панделки, а корсажът е украсен със сребърни монети. В района на Северна Албания коланът е украсен с пискюли, в зависимост от възрастта. За младине момичета той е червен, а за по-възрастните жени - черен. В района на Церчан жените носят рокли без ръкави, украсени с шнур. Жителите на градовете носят панталони, изработени от памук или коприна. Външното облекло на жените, както и на мъжете, служи като дълъг голям кафтан от джуба. Изработено е от плътна вълнена тъкан и бродирана с орнаменти във формата на диамант. Шапките, шаловете и покривките също често срещани и вида им варира според региона .

## Мъжка носия
Традиционната мъжка носия е пола фустанела, която е често срещана в Южна Албания. На север се носят бели тесни дълги панталони, тиршета, бродирани с черна плитка. Заедно с тези панталони мъжете носят риза, жилетка и сако без ръкави. Съществуват и гащеризони, наподобяващи торби, които се носят с кожух, декориран с козина. За шапки мъжете носят турски фес, както и раирани тюрбани. Националнта албанска шапка е кече.